# Прокудин, Юрий Николаевич (спортсмен)
Юрий Николаевич Прокудин (род. 29 мая 2004 года, Наро-Фоминск, Московская область, Россия) — российский спортсмен, специализирующийся в гонках с препятствиями ( Obstacle course racing, OCR). Победитель телешоу «Суперниндзя» (2023), серебряный призёр чемпионата мира по OCR (2023), чемпион России (2022). Чемпион Мира по OCR100 от Spartan.

## Биография
Юрий Прокудин родился 29 мая 2004 года в городе Наро-Фоминск, Московская область, Россия. Отец спортсмена, Николай Викторович Прокудин, занимался армрестлингом профессионально и любительской борьбой, а также стал призёром международных соревнований[каких?].
С раннего возраста Юрий занимался спортивной гимнастикой и достиг уровня кандидата в мастера спорта по этому виду спорта. В возрасте 13 лет начал тренироваться в дисциплине OCR по инициативе отца.
В 2021 году окончил школу с золотой медалью и поступил в Национальный исследовательский Московский государственный строительный университет на факультет промышленного и гражданского строительства.

## Спортивная карьера
В 2017 году Юрий Прокудин стал серебряным призёром чемпионата Европы OCR в возрастной категории 13–17 лет. Первая значимая победа на соревнованиях пришла в 2021 году.
В 2023 году он одержал победу на первом чемпионате России по OCR. В том же году стал серебряным призёром чемпионата мира OCR, который проходил в городе Страттон, штат Вермонт, США.
В 2023 году стал Чемпионом Европы по OCR100 (гонки с препятствиями в дистанции 100метров). 
Чемпионат проходил в Венгрии.
В 2024 году стал Чемпионом Мира по OCR100 от Spartan.
В 2025 году стал Чемпионом Европы по OCR100, который проходил в Португалии.

## Участие в телешоу
Юрий Прокудин принимал участие в двух популярных телешоу на телеканале СТС:
- В 2021 году он стал участником шоу «Русский ниндзя», где дошёл до финала, но допустил ошибку на трассе[6].
- В 2023 году он одержал победу в шоу «Суперниндзя», установив рекорд трассы[7].